# Avesnes-le-Sec
Avesnes-le-Sec és un municipi francès, situat a la regió dels Alts de França, al departament del Nord. L'any 2006 tenia 1.335 habitants. Limita al nord amb Noyelles-sur-Selle, al nord-est amb Haspres, al sud-est amb Villers-en-Cauchies, al sud-oest amb Iwuy, a l'oest amb Hordain i al nord-oest amb Lieu-Saint-Amand.

## Demografia
| 1962                                       | 1968  | 1975  | 1982  | 1990  | 1999  | 2006  |
| ------------------------------------------ | ----- | ----- | ----- | ----- | ----- | ----- |
| 1.663                                      | 1.618 | 1.584 | 1.486 | 1.389 | 1.281 | 1.335 |
| Des de 1962: població sense dobles comptes |       |       |       |       |       |       |

## Administració
| Període   | Identitat         | Partit |
| --------- | ----------------- | ------ |
| 2001-2008 | Michel Poulain    |        |
| 2008-     | Jean-Michel Tison |        |